# Кушва-Сылвицкая узкоколейная железная дорога
Ку́шва-Сы́лвицкая узкоколейная железная дорога — разобранная железнодорожная линия в Свердловской области. Трасса КСУЖД проходила от посёлка Степановка на окраине города Кушвы до урочища Коноваловка в устье реки Сылвицы. После передачи Гороблагодатскому леспромхозу получила название Кушвинская узкоколейная железная дорога.

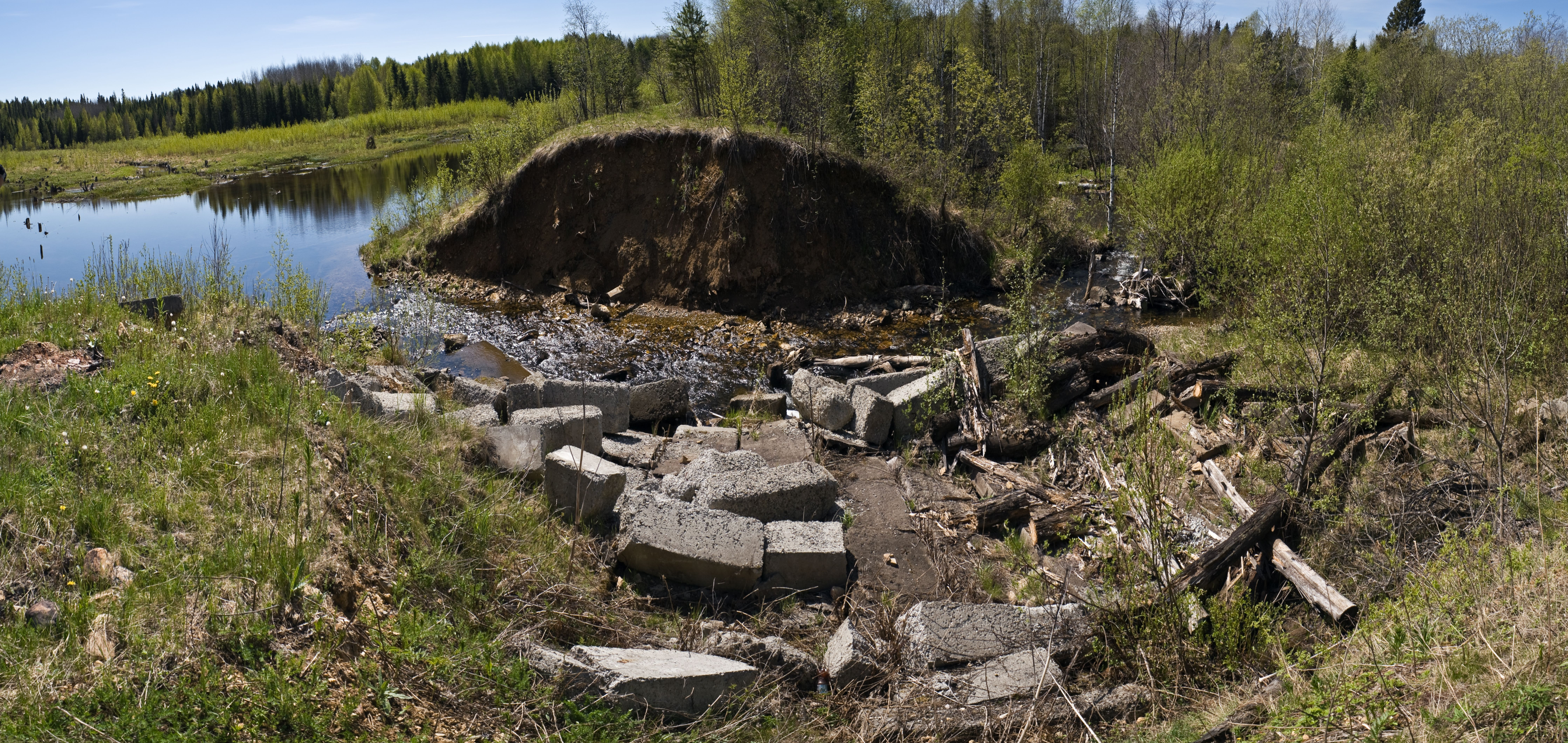
Остатки насыпи и конструкции моста КСУЖД

## Описание
Линия пролегала от посёлка Степановка на окраине города Кушвы до устья реки Сылвицы в урочище Коноваловка, где должен был заработать Коноваловский лесоразделочный завод. На линии длиной около 112 километров (105 вёрст) располагалось девять станций: Степановка, Плотинка, Урал, Кедровка, Журавлик, Луковка, Потяж, Чувашка, Коновалово. На станции Коновалово было паровозное депо. Планировалось возведение пятипролётного моста через реку Чусовую и продление линии до Западно-Уральской железной дороги.

## Подвижной состав
Из-за особой ширины колеи подвижной состав был перевезён с участка Северной железной дороги Вологда — Архангельск, который перешивали в 1915 году на более широкую колею.

### Локомотивы
Основную часть парка составляли локомотивы на паровозной тяге. По состоянию на октябрь 1925 года на дороге работали шесть локомотивов:
- № 69 (зав. № 41817/1914) — Baldwin Locomotive Works 1914 г. выпуска по системе Малле
- № 79 (зав. №41838/1914) — та же модель
- № 86 (зав. №41848 /1914) — та же модель
- В.7 (зав. № неизвестен) — Manning Wardle 1871 г. выпуска
- № 916 (зав. № 1468) — Коломенский завод 1893 г. выпуска
- № 944 (зав. № 4468) — Henschel 1896 г. выпуска.

### Вагоны
На линии эксплуатировались товарные вагоны и платформы и несколько пассажирских вагонов.

## История
Строительство линии велось в 1915–1916 годах для нужд Коноваловского лесоразделочного завода. В 1915 году на строительстве Коноваловского (Устьевым-Сылвицкого) завода находилось до 1200 человек. С 1920-х годов потеряла своё значения из-за перехода заводов с древесного топлива на уголь.
В 1930 году КСУЖД передана Гороблагодатскому леспромхозу и получила новое официальное название — Кушвинская узкоколейная железная дорога. Возможно колея была перешита на 750 мм. До 1970-х годов лесозаготовители эксплуатировали участок около 70 км со стороны Кушвы.